# Dipturus teevani
Dipturus teevani is een vissensoort uit de familie van de Rajidae. De wetenschappelijke naam van de soort is voor het eerst geldig gepubliceerd in 1951 door Bigelow & Schroeder.